# August Karl von Goeben

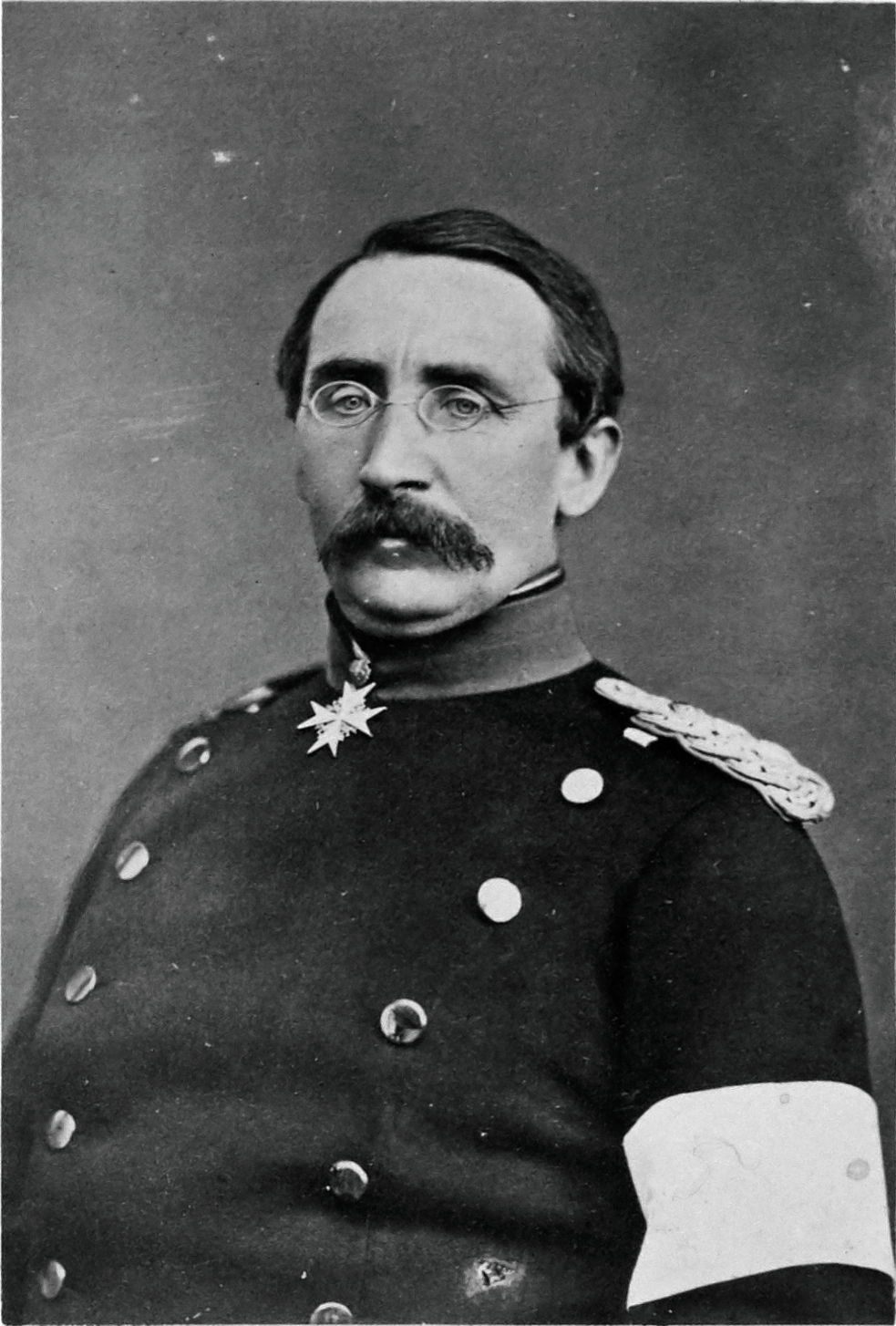
August Karl von Goeben

August Karl Friedrich Christian von Goeben (* 10. Dezember 1816 in Stade; † 13. November 1880 in Koblenz) war ein preußischer General der Infanterie.

## Leben

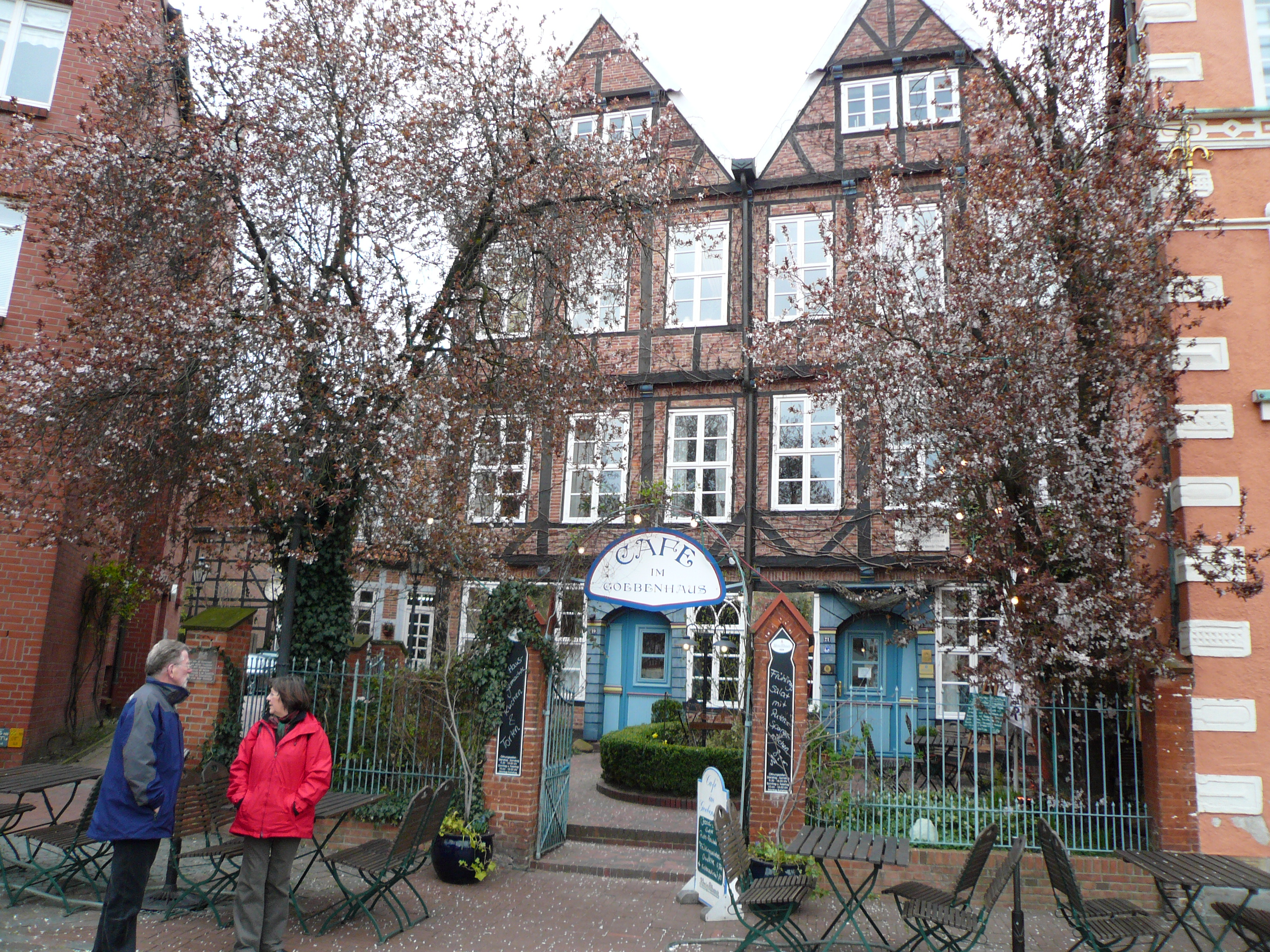
Geburtshaus in Stade

### Familie
August Karl von Goeben entstammte einer zum Uradel des Herzogtums Bremen gehörenden Familie. Er war ein Sohn von Wilhelm von Goeben (1791–1872) und dessen Ehefrau Johanna Friederike Wilhelmine, geborene Kuckuck-Walden (1792–1832), einer Tochter des hannoverschen Generalmajors Augustin Kuckuck-Walden (1767–1841). Goebens Vater hatte mit der King’s German Legion in Spanien gekämpft, war Major a. D. und Direktor der Witwenkasse für die Hof- und Zivildienerschaft in Hannover. Sein jüngerer Bruder Wilhelm (1818–1902) war ebenfalls preußischer General der Infanterie.
Goeben heiratete am 10. Oktober 1845 in Ovelgönne die 1817 geborene Marianne Amalie Johanna von Frese. Die Ehe blieb kinderlos. Am 12. November 1871, als Goeben nach dem Sieg im Deutsch-Französischen Krieg auf dem Höhepunkt seines Erfolgs stand, starb seine Ehefrau nach mehrmonatiger Krankheit.

### Militärkarriere
Goeben besuchte das Gymnasium Athenaeum in Stade und ab 1826 das Lyceum in Celle. Er trat am 3. November 1833 als Musketier in das 24. Infanterie-Regiment der Preußischen Armee in Neuruppin ein. Hier wurde er am 15. Februar 1835 zum Sekondeleutnant befördert, nahm aber bereits im März des Folgejahres seinen Abschied. Unter abenteuerlichen Umständen zog er als baskischer Hirte verkleidet über die Pyrenäen nach Spanien und präsentierte sich in Villafranca im Hauptquartier des spanischen Prätendenten Don Carlos (V.). Am 1. Juni 1836 wurde Goeben als Leutnant in der karlistischen Armee angestellt und nahm bis 1840 an fünf Feldzügen im Ersten Karlistenkrieg teil. Dabei wurde er mehrfach verwundet, verbrachte viele Monate in cristinischer Gefangenschaft, aus der er entkam, und stieg zuletzt bis zum Oberstleutnant auf. Er erhielt für seine Leistungen die Ritterkreuze des Ferdinands- und des Isabella-Ordens. Nach dem Kriegsende und Zusammenbruch des letzten karlistischen Widerstands gelangte Goeben nach mehrmonatiger Odyssee über Barcelona nach Frankreich und kehrte im Herbst 1841 zu Fuß und mittellos nach Deutschland zurück.
Am 26. Februar 1842 als Sekondeleutnant wiederum in preußischen Diensten angestellt, wurde er dem 8. Infanterie-Regiment zugeteilt und gleichzeitig zum Großen Generalstab nach Berlin kommandiert. Zum 1. April 1843 folgte seine Versetzung hierher. 1849 nahm Goeben am Badischen Feldzug im Generalstab des Prinzen von Preußen teil, wo er an vielen Gefechten und der Einschließung von Rastatt beteiligt war. Nach einjähriger Dienstleistung beim 16. Infanterie-Regiment wurde Goeben 1850 als Major in den Generalstab zurückversetzt. Weitere Schritte seiner militärischen Karriere führten ihn 1855 als Oberstleutnant und Chef des Generalstabs zum Stab des IV. Armee-Korps in Magdeburg und 1858 in gleicher Position zum Stab des VIII. Armee-Korps. Im November desselben Jahres wurde Goeben zum Oberst befördert. 1860 nahm Goeben als Vertreter des preußischen Generalstabs als Militärbeobachter am spanischen Feldzug gegen Marokko teil. Im Deutsch-Dänischen Krieg 1864 kommandierte er die 26. Infanterie-Brigade aus Münster bei Düppel und Alsen.
1865 wurde Goeben zum Generalleutnant befördert und zum Kommandeur der 13. Division ernannt. Während des Deutschen Krieges 1866 nahm Goeben an den Kämpfen zwischen Preußen und den mit Österreich verbündeten deutschen Staaten teil. Er operierte zunächst in seiner Heimat Hannover und schlug dann im Mainfeldzug fast selbständig eine Reihe von Gefechten, insbesondere bei Dermbach, Kissingen, Laufach, Aschaffenburg, Tauberbischofsheim, Gerchsheim und Würzburg.
Im Krieg gegen Frankreich führte er seit dem 18. Juli 1870 das VIII. Armee-Korps als Kommandierender General. Bereits am 26. Juli wurde er zum General der Infanterie befördert. Er nahm an den Schlachten von Spichern, Colombey und Gravelotte und danach an der Einschließung von Metz teil. Nach der Kapitulation von Metz ging er unter dem Oberbefehl Edwin von Manteuffels in den Norden Frankreichs und schlug die Schlachten bei Amiens, an der Hallue sowie bei Bapaume. Nachdem Manteuffel zur Führung der Südarmee berufen worden war, übernahm Goeben am 9. Januar 1871 den Oberbefehl über die 1. Armee. Er schlug am 19. Januar 1871 die französische Nordarmee unter Faidherbe bei Saint-Quentin.
Nach der Auflösung der 1. Armee am 6. Juni 1871 wurde Goeben für den Sieg von St. Quentin das Großkreuz des Eisernen Kreuzes verliehen. Er wurde zum Chef des 2. Rheinischen Infanterie-Regiments Nr. 28 ernannt. Neben vielen weiteren Ehrungen erhielt er für seine Verdienste in diesem Krieg eine Nationaldotation in Höhe von 200.000 Talern aus französischen Reparationen. 1875 wurde ihm der Schwarze Adlerorden verliehen. Im Januar 1878 entsandte ihn Wilhelm I. noch einmal nach Spanien, wo er den Kaiser bei der Hochzeit von König Alfons XIII. vertrat.
Seit 1871 führte August von Goeben das Generalkommando des VIII. Armee-Korps in Koblenz. Nachdem er im Dezember 1879 aus gesundheitlichen Gründen ein Abschiedsgesuch eingereicht hatte, das jedoch nicht angenommen wurde, starb er in dieser Stellung und wurde am 17. November 1880 in Koblenz beigesetzt.

## Ehrungen

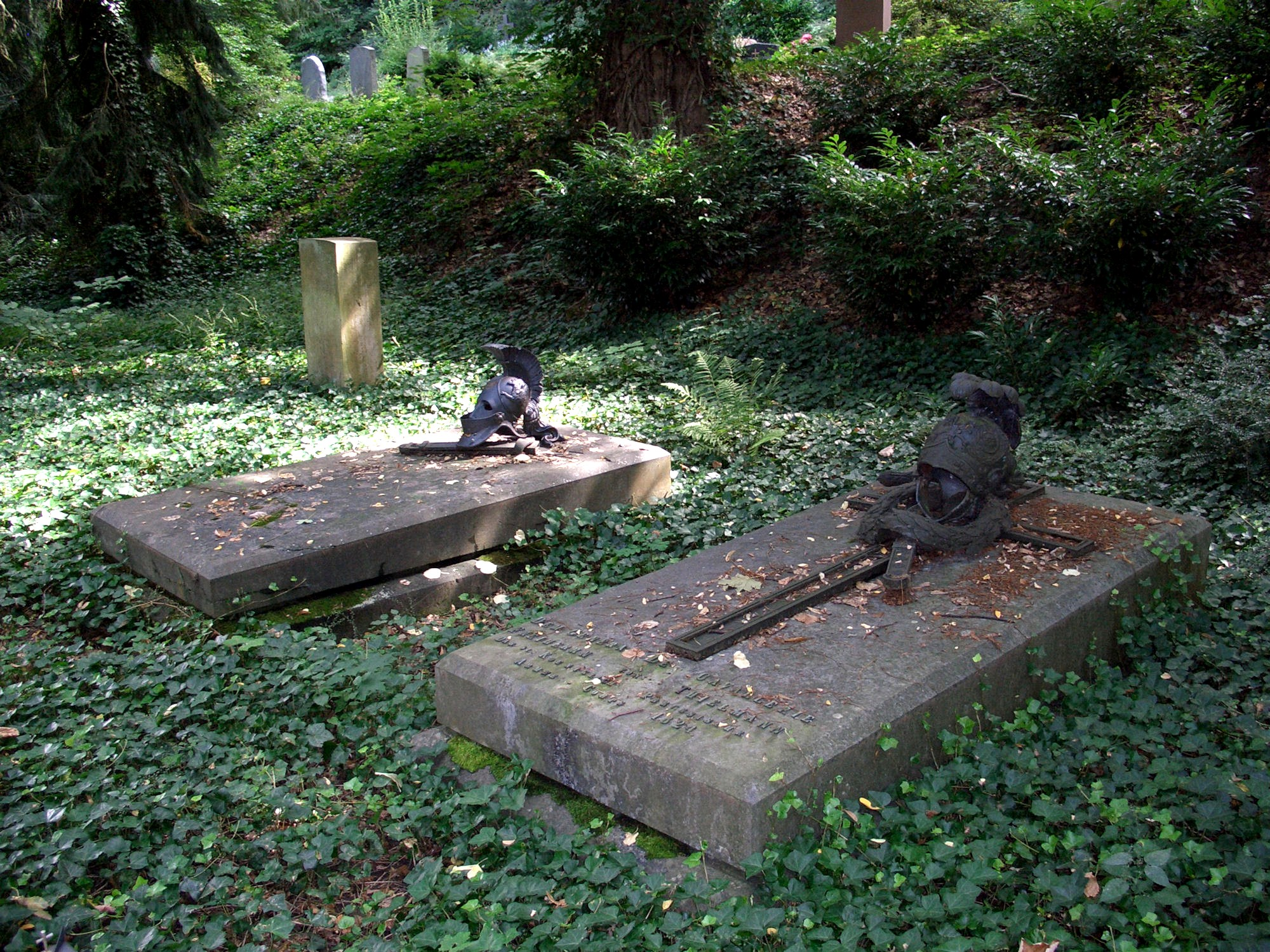
Generalsgräber auf dem Hauptfriedhof Koblenz, ganz links der Gedenkstein für von Goeben

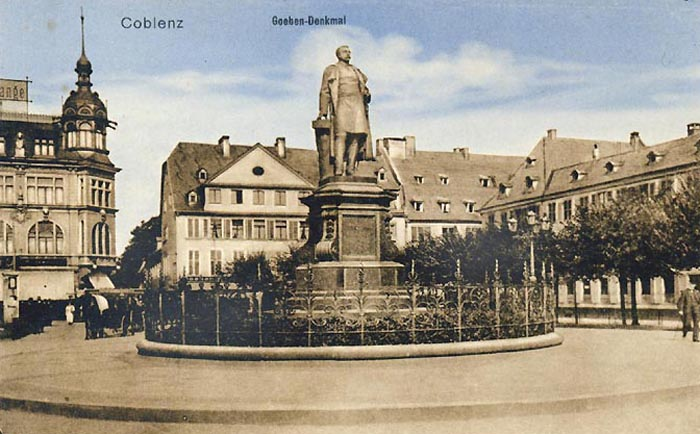
Goeben-Denkmal in Koblenz um 1900

Das Koblenzer Goeben-Denkmal wurde 1884 auf dem Koblenzer Paradeplatz aufgestellt, der von 1890 bis 1948 Goebenplatz hieß. Das von 1893 bis 1919 in Koblenz und Ehrenbreitstein stationierte preußische Infanterie-Regiment Nr. 28 erhielt am 27. Januar 1889 den Namen Infanterie-Regiment „von Goeben“ (2. Rheinisches) Nr. 28. In Koblenz wie auch in Bonn, Berlin und vielen anderen Städten wurden Straßen nach ihm benannt (Goebenstraße), außerdem ein Schiff der Kaiserlichen Marine (Großer Kreuzer Goeben), ein Fort der Festung Metz (Fort Goeben 1873–1918) sowie mehrere Kasernen, darunter die Goeben-Kaserne in Trier (1912–1922), die 1994 aufgegebene Von-Goeben-Kaserne in Stade und die 1938 bis 1945 bestehende Goebenkaserne auf dem Koblenzer Asterstein, die nach dem Krieg in Wohnungen umgewandelt und Goebensiedlung genannt wurde und seit ca. 2013 Goebenpark heißt. Das Geburtshaus Goebens in der Straße Am Wasser West Nr. 19/21 in Stade wird Goebenhaus genannt.

## Werke
- Vier Jahre in Spanien. Die Carlisten, ihre Erhebung, ihr Kampf und ihr Untergang. Hahn, Hannover 1841. Google Bayerische Staatsbibliothek
- Reise- und Lagerbriefe aus Spanien und dem Spanischen Heere in Marokko. Hahn, Hannover 1863, Digitalisat
- Das Treffen bei Kissingen am 10. Juli 1866. G. Otto, Darmstadt 1868. Google
- Das Gefecht bei Dermbach am 4. Juli 1866. Eduard Zernin, Darmstadt & Leipzig 1870. , Digitalisat